# Nam Ngư
Chòm sao Nam Ngư (南魚), (tiếng La Tinh: Piscis Austrinus) là một trong 48 chòm sao Ptolemy và cũng là một trong 88 chòm sao hiện đại, mang hình ảnh Cá [Phương] Nam.
Chòm sao nhỏ này có diện tích 245 độ vuông, nằm trên thiên cầu nam, chiếm vị trí thứ 60 trong danh sách các chòm sao theo diện tích.
Chòm sao Nam Ngư nằm kề các chòm sao Ma Kết, Hiển Vi Kính, Thiên Hạc, Ngọc Phu, Bảo Bình.

## Thiên thể
Các thiên thể đáng quan tâm
- Sao Fomalhaut, ký hiệu: α PsA với cấp sao biểu kiến 1,2 m là một trong những sao sáng nhất bầu trời đêm.
- Sao đôi β PsA, γ PsA
- Sao biến đổi π PsA